# 威利基斯
威利基斯（英語：Willikies，有時拼寫為Willikie's）是加勒比海島國安提瓜和巴布達的安提瓜島聖菲利普區的一個城鎮，位於該島東北部海岸，楠薩奇灣以北，在西頓斯和印第安鎮角之間，2012年人口1,149人。